# 釋夢參
釋夢參（1915年7月13日—2017年11月27日），中华人民共和国佛教出家众，人称梦参老和尚、梦参长老、梦参法师，俗名刘瑞庭，法名覺醒，在西藏学习时法名爲滾卻圖登，自号梦参，因自謙“没有觉也没有醒”，又因做梦而出家，故如此自称。
夢參老和尚出家八十七載，自認非比丘，不列僧數戒臘。他一本雲遊僧道風，隨緣渡眾，無任何傳法舉措，未興建個人專屬道場。縱蒙縲絏之災三十三載，弘法心志未曾稍歇，将閎廓深遠的佛理讲得淺顯易懂。曾親筆書寫「童貞入道、白首窮經」八字，為他一生的求法修行之路作了看似平凡卻不凡的註腳。

## 生平
- 1915年出生於中华民国黑龍江省開通縣，本名刘瑞庭，為家中長子。

- 1928年至1930年投考長春鐵路局，擔任鐵路警察，後以帶職學習的身份考入奉天講武堂，成為奉軍軍官。

- 1931年，奉天事變發生，隨軍撤守北京，屬獨立騎兵第五師，直屬張作霖之子張學良統管。同年底隨長官赴石家庄視察防務時，在一間礦廠夢見自己出家，遂二度前往北京房山縣上方山兜率寺，依止修林老和尚出家。因修林老和尚的小廟在河北省宛平縣 （今北京海淀），夢參遂轉往頤和園後山的藥王廟剃髮，受法名為「覺醒」。但是他認為自己「沒有覺也沒有醒」，再加上是作夢的因緣，而出家參佛，便給自己取名為「夢參」。

- 梦参自述出家後梦到一位僧人告诉他去九华山，醒後發現梦中僧像歷史上的遍融和尚，而遍融祖师相传是地藏菩萨的化身。梦参到九华山适逢地藏菩萨肉身开塔，在九华山期间，又梦到叫他去鼓山涌泉寺，於是他到了福建鼓山佛學院，依止慈舟老法師學習《華嚴經》，該佛學院是虛雲老和尚創辦的[4]；因受教育水平低，听不懂课，一度想离开佛学院，梦中受到指点，可学习《普贤行愿品》开智慧，後来果然如愿。[5]之後，梦参到青島湛山寺學習倓虛老法師的天台四教、书法等。

- 1937年奉倓老命赴廈門迎請弘一老和尚到湛山寺，夢參作侍者，以護弘老生活起居半年，深受弘一大師身教的啟發，當時並就近依《占察善惡業報經》所描述的占察輪相，請弘一大師親手製作一付，以供修習。弘一大師為了答謝他擔任半年的外護，親贈手書的〈淨行品〉偈頌乙本；不過，這份珍貴的弘一大師書法，隨同北京法源寺文物，毀於文革期間。[6]

- 1940年因掩護抗日份子受到舉報，為逃避日本人的追捕，喬裝成崔帕仁波切的已故年輕侍者，改以雍和宮年輕喇嘛，由北京轉至上海、香港，赴印度轉往西藏求法。在西藏格鲁派三大寺之一的色拉寺依止夏巴仁波切，學習菩提道修法次第，藏傳法名為「滾卻圖登」[7]。

- 1950年元月，夢參法師在四川省甘孜縣時因不願意放棄僧人身份、不願意進藏參與工作，經過二年學習改造依舊不願意還俗，遂被捕入獄；又因在獄中宣傳佛法，遂以反革命之名被判刑十五年、勞動改造十八年，共计蒙缧绁之灾三十三年。梦参自述，在狱中多次想自尽，但梦到被人推上讲经台，悟到自己未来要做讲经法师，於是没有动手，常念《報恩经》的偈頌“假使热铁轮，在汝顶上旋，终不以此苦，退失菩提心”而感到安心，於是平安无事在狱中度过了三十三年。[8]

- 1982年秋，中共中央、国务院落實宗教政策，梦参平反出獄，自四川返回北京落戶，任教於北京中國佛學院；並以講師身份講述《四分律》，踏出重新弘法的第一步。[9]

- 1984年被妙湛、圓拙兩位法師請到廈門南普陀寺，恢復閩南佛學院，並任教務長。

- 1987年：應美國萬佛城宣化上人邀請，參與首次在美舉辦的陸空法會；這也是他首次訪美，在美停留一個月後返回中國福建。就此意外的因緣，促成日後夢參老和尚在海外華人地區弘法的機緣。

- 1988年應美國菩提心基金會之邀與侍者宏覺法師定居美國紐約市皇后區法拉盛，並開始講述《占察善惡業報經》等地藏法門超過5年，並由菩提心基金會弟子謄錄成書出版。並數度應弟子邀請至加拿大、紐西蘭、新加坡、香港、台灣等地區弘法。据其自述，梦参在美国纽约期间，有三、四个月断断续续做梦，梦到自己的前世，大约从唐末开始到现代，使其了知宿世因缘，由此对因缘业报深有感悟。

- 1995年底：在加拿大溫哥華弘法時，發現直腸癌，原欲放棄治療，一心念佛往生。

- 1996年1月：老和尚在台灣彰化秀傳紀念醫院總裁黃明和、夫人陳雪芹懇切的邀請下，抵台接受直腸癌手術，開刀成功，在台北周居士、台中王居士家中靜養半年。

- 2004年農曆二月初二：應普壽寺之請，開講《大方廣佛華嚴經》等大乘經論，歷時五百座圓滿。

- 2006年應方廣文化之請，在普壽寺同步開講《大乘大集地藏十輪經》，共七十三座圓滿。

- 2007年春夏之交：應邀前往北京通教寺、居士林等地公開弘法。

- 2009年春：在臺北國際會議中心舉辦的講經活動，數千位弟子與會，法緣殊勝。秋，返五台山，續講《楞嚴經》圓滿。

- 2010年秋：應中華佛教文化院之邀，參加在港舉行的「首屆中華佛教宗風論壇」。

- 2014年5月，應剃度弟子之請，自深圳夢參精舍前往五台山真容寺安居。

- 2017年11月27日（農曆丁酉年十月初十）申時，夢參老和尚於五台山真容寺圓寂，世壽一百零三歲。12月3日午時，於五台山碧山寺塔林化身窯荼毗。

## 评价
夢參老和尚作风低调朴实，平易近人。在海內外弘法三十五年，廣開皈依、剃度因緣，滿各地三寶弟子的願心。老和尚的剃度弟子，遍及中國大陸、臺灣、香港、新加坡、美國等地區。他並承通願法師之遺願囑託，鼎力掖助他的弟子，興建女眾戒律道場——五台山普壽寺；同時，恢復重建雁蕩山能仁寺、五台山真容寺。
梦参老和尚极力弘扬地藏法门，在现代汉地弘扬地藏占察轮法门的法师极少，梦参法师具有不容争辩的代表性。

## 著作
- 八十華嚴系列作品
  - 《八十华严讲述》第一會、第二會、第三會、第四會共十二册
  - 《大乘起信論淺述》
  - 《淺說華嚴大意》
  - 《普贤行愿品大意》
  - 《華嚴經疏論導讀》
  - 華嚴三品：《淨行品講述》、《梵行品新講》、《普賢行願品講述》（方广文化出版）

- 天台系列作品（方广文化出版）
  - 《妙法蓮華經導讀》
  - 《妙法蓮華經講述》（上下二冊）

- 地藏系列作品（方广文化出版）
  - 《占察善惡報經講記》
  - 《占察善惡報經新講》
  - 《大乘大集地藏十輪經講記》（共六冊）
  - 《地藏經講述》（共三冊）
  - 《淺說地藏經大意》

- 般若系列作品（方广文化出版）
  - 《般若心經講述》（合輯本）
  - 《金剛經講述》
  - 《淺說金剛經大意》
  - 《應無所住：金剛經十四堂課》

- 楞嚴系列作品（方广文化出版）
  - 《淺說五十種禪定陰魔》
  - 《楞严经浅释》（共三冊）

- 開示錄作品《修行》、《向佛陀学习》、《禅简单启示》、《正念》、《观照》（方广文化出版）

- 結緣書《發心》、《念佛》、《佛說阿彌陀經淺釋》、《妙法》（圓寂周年紀念版2018年）、《地藏經淺釋》（圓寂二周年紀念版2019年）、《登歡喜地》（圓寂三周年紀念版2020年）、《梵行》（方广文化出版）、《善用其心：華嚴經淨行品淺釋》（圓寂五周年紀念版2022年）、《地藏止觀導引：大乘大集地藏十輪經序品十輪品新講》（110歲冥誕紀念書2024年）

## 外部連結
- 方廣文化網站－曾出版數種夢參老和尚著作 （页面存档备份，存于）
- YouTube上的懺公上人與夢參長老座談